# Werigand del Friuli
Werigand, chiamato anche Werigandus, Werigant, Weriant, Wergant, Werichen, Werihent, Werinhent, Varient, Warientus o Wezzelin, (attorno al 970 – intorno al 1051) fu conte del Friuli e dell'Istria nonché Vogt del duca di Carinzia e Vogt dell'abbazia di San Pietro a Salisburgo.

## Biografia
Werigand era probabilmente figlio di Azzo (Adalberto), Vogt del patriarca di Aquileia Rodoaldo in Istria nel 965, che amministrò importanti feudi ecclesiastici di Aquileia.
Nel 1001, il re Ottone III diede al conte la metà del castello di Silikano e la corte di Gorizia, nonché i terreni associati tra l'Isonzo e Wippach, comprese le montagne. Il destinatario dell'altra metà, il patriarca Giovanni, si oppose alla donazione, ma la sua richiesta fu respinta a Verona nello stesso anno in un'assemblea giudiziaria; il documento si riferisce a Werigand come conte della contea del Friuli.
Nell'assemblea giudiziaria del 19 maggio 1027 a Verona, che il re Corrado II tenne per decidere la disputa tra il patriarca Poppo d'Aquileia e il duca Adalberone di Carinzia, il conte Werigand compare sotto il nome di Wezzelin come Vogt del duca e come suo Walpode.
In un documento di concessione del Wildbann al patriarca Poppo nel 1028, Werigand appare come conte Warientus nella contea del Friuli.
Intorno al 1051, sono documentate diverse donazioni della contessa Willibirg della stirpe dei conti di Ebersberg, sua vedova, a favore del monastero di Geisenfeld in memoria di suo marito Werigand.
Un Ludovico, che si ritrova conte del Friuli nel 1056 e nel 1060, potrebbe essere figlio o nipote di Werigand.

## Famiglia e figli
Werigand era sposato con Willibirg, figlia erede dei conti di Ebersberg († dopo il 1056), figlia del margravio Ulrico; i loro discendenti furono:
- Azzo (Adalberto) (1028);
- ? Ludovico (1056 e 1060 conte del Friuli);
- Hadamut (Azzika), erede d'Istria ⚭ Poppo I di Weimar, margravio d'Istria;
- Liutgarda ⚭ Engelberto IV, conte nelle valli Pusteria, Nori e Lavant, Domvogt di Salisburgo;
- Gerbirg, badessa a Geisenfeld.